# Linaria rocheri
Linaria rocheri är en grobladsväxtart som beskrevs av Paul Victor Fournier. Linaria rocheri ingår i släktet sporrar, och familjen grobladsväxter. Inga underarter finns listade i Catalogue of Life.